# 納爾塞斯
納爾塞斯（478年—573年），與貝利撒留同為東羅馬帝國查士丁尼大帝麾下大將，身逢查士丁尼大帝統治期間的「羅馬再征服」時代。納爾塞斯是羅馬化的亞美尼亞人，其一生當中大多數時間是在君士坦丁堡擔任宦官。因為曾經滅亡東哥德王國，他被後世稱為「哥德人之槌」。

## 形象
由於納爾塞斯沒有留下任何肖像畫，雖說他在拜占庭的歷史古跡上的鑲嵌畫中很有可能出現，但是沒有證據能指出他是那一個人。
一些史書將他描寫成矮小枯乾、其貌不揚，甚至有部分史書形容他是侏儒，因此我們能夠推測，他身高應該不高，身材應該不好，武藝也不會像貝利撒留一樣超群。

## 早年生涯
納爾塞斯為亞美尼亞裔，出身於坎薩拉干貴族家庭。他的事跡最早是公元530年被普羅科匹厄斯所記錄。納爾塞斯的出生年份未知；歷史學家提出的有478至480年不等。他的死亡年份也不詳，只知大約在566至574年之間，因此推估出逝世時約為86至96歲之間。他的家庭與親人狀況也不明確，有多種不同的故事述及他的起源與為何成為一個宦官。
納爾塞斯首次出現在普羅科匹厄斯的記載裡，是530年左右成為查士丁尼皇帝的管家。他是一個高級財務主管，負責管理皇帝私人金庫的財務與出納。納爾塞斯逐步升遷，甚至成為帝國宦官護衛隊的首長。最終，540年，更升為總管宦官與禁衛軍主管。
納爾塞斯在宮中歷練非常久的時間，已經變成了一個老道的宦官，他最擅長的就是政治，並且和所有人的關係都很好。因為他掌管皇家財政，所以經常經由那些財富和蠻族打交道，被稱為慷慨大度。匈人、倫巴德人、赫魯利人都相當佩服納爾塞斯。

## 尼卡暴動
532年帝國首都君士坦丁堡發生尼卡暴動，納爾塞斯並未參與太多，他只是受查士丁尼皇帝或狄奧多拉皇后指示由金庫中拿些財物賄賂藍黨領袖而已。納爾塞斯呼籲藍黨忠誠。他提醒他們，即將被他們宣布為皇帝的伊帕迪奧斯是綠黨人士，不像查士丁尼是支持藍黨的。無論是金錢還是他的話都有說服力，所以很快藍黨開始歡呼擁戴查士丁尼，並轉而對抗伊帕迪奧斯和綠黨。

## 成為軍人
納爾塞斯參與鎮壓尼卡暴動，使他得以帶領一支相當龐大的軍隊前往義大利幫助貝利薩留。軍隊由大約由7,000名士兵組成，在538年6月左右到達安科納。（納爾塞斯指揮的每一支軍隊都由眾多不同民族組成，成員來自臨近部落。）兩支軍隊隨後會合，然而依據普羅科匹厄斯的說法，納爾塞斯與貝利薩留「從此互相猜疑」。
自538至539年的秋冬之際，在義大利的軍隊分裂成納爾塞斯與貝利薩留兩派。查士丁尼寫信給貝利薩留，指示由他全權指揮。然而分裂依然存在，米蘭城因而成為犧牲品。納爾塞斯被召回君士坦丁堡，但不算恥辱性，因為他被允許保留他的一些蠻族衛隊。
541年，納爾塞斯據信曾幫助狄奧多拉皇后與安東妮娜（貝利薩留妻子）打垮政敵卡帕多西亞的約翰。545年，查士丁尼派遣納爾塞斯前往赫魯利人首領處招募軍隊，因為他在蠻族間頗受歡迎。
納爾塞斯也非常積極地參與查士丁尼的迫害異教徒運動。大約在535年，皇帝派他到埃及的菲萊剷除異教，因為當地一座伊西斯神廟依然活躍。納爾塞斯囚禁祭司並洗劫神廟。不久後，當地主教提奧多爾將神廟改建成教堂。

## 重返義大利
551年，納爾塞斯被送回義大利，在那裡他將實現他最大的軍事勝利。原本是皇帝的堂弟革馬努斯被指派完成貝利薩留開創的局面。然而在他於550年前往義大利時，卻染病身故。納爾塞斯被任命為軍隊的新指揮官，獲得了最高統帥權。許多歷史學家認為，納爾塞斯被任命是因為他的年紀已經老邁，如此便永遠無法成功地反抗查士丁尼。
納爾塞斯就任新職位最大的資產是獲得皇帝足夠的財政支持。有了這筆資源，納爾塞斯便能隨時動員20,000至 30,000名軍人。納爾塞斯在任命後花了一年多時間才到達義大利，因為他的軍隊是沿著亞得里亞海海岸長途行軍。東哥德國王托提拉控制義大利東部海面，並阻撓納爾塞斯軍隊的補給船隻。薩羅納的約翰帶領的38艘船與維勒里安的12艘船與托提拉的部隊交戰，以疏緩安科納的危機。拜占庭在塞尼加利亞戰役獲得壓倒性的勝利，因為摧毀了47艘哥德船隻中的36艘，而且俘擄了一位哥德將領吉巴爾。

## 塔吉納戰役
在尋找托提拉的主力部隊時，納爾塞斯在里米尼城鎮遭遇到一支小規模的哥德駐軍。在被哥德勢力圍攻前的駐軍指揮官約翰建議納爾塞斯如何接近對方。實際上所採取的路線與普羅科匹厄斯記載略有不同，導致後日重建當時作戰情況變得有點混亂。普羅科匹厄斯稱這場戰役為「布斯塔加羅倫戰役」，然而多數當代的歷史學家稱之為塔吉納戰役。
納爾塞斯派人傳話給托提拉，給了他一個機會選擇投降或定下開戰日期。普羅科匹厄斯記載托提拉回覆：「八天後讓我們較量一下雙方的實力。」 纳尔塞斯没有中计选择主动迎战哥特人，而是采取战略守势，以发挥出罗马军队的人数优势。接下来的大战中纳尔塞斯大获全胜，并证明了自己的军事才能完全不在贝利撒留之下。
托提拉自己在這個戰役中陣亡，普羅科匹厄斯描述這位東哥德國王的命運時給了兩個版本：第一個版本是托提拉最初倖存下來，與五個追隨者一起逃離戰場。格皮德人首領阿斯巴德追上了他，擲長矛剌中了托提拉。屍體被立即送往名為卡普雷的村莊，在那裡它被匆匆埋葬了。在第二個版本裡，托提拉在第一波戰鬥中即被一位弓箭手射中而造成致命傷害，而該員根本不知道他命中了誰。多數歷史學家採用前者，並且後來是由一位哥德婦女指認出托提拉埋葬的地點，他的屍體也被挖出來驗明正身。

### 战术
纳尔塞斯在战斗前巧妙地排兵布阵，为他赢得塔吉纳战役打下了基础。纳尔塞斯命令大军摆出新月状的阵型。他将步兵部署在中央，弓弩手派往两翼。由于哥特人认为普通步兵作战意志薄弱而且容易被骑兵冲散，所以罗马军中由下马的蛮族骑兵作为步兵出战，实现示敌以弱的效果。部份史学家猜测纳尔塞斯隐藏了政治上的谋划：由于纳尔塞斯怀疑赫鲁利人和伦巴第人对托提拉抱有同情或者钦佩之心，所以将后者部署在阵型中央并命令他们下马步战。
纳尔塞斯将弓弩手部署在新月阵型的两翼，使他们能对哥特人的骑兵实施致命的纵向射击。（这种远程部队的部署方式和其效果在后来的阿金库尔战役得到重现）。同时，纳尔塞斯将大部分骑兵部署在中军步兵方阵相邻的两侧。罗马将领习惯将骑兵部署在中军的后方，作为预备队援助战线上的薄弱节点。但这次战役里，东罗马骑兵的任务是等待哥特人两翼受到包夹时发动奇袭。纳尔塞斯知道托提拉会选择罗马战线“脆弱”的中央的作为突破口，落入他的圈套，葬送自己的大军。托提拉深信自己能一击制胜，所以他甚至命令哥特军队只用长矛作战。由此，普罗科匹厄斯称托提拉的“愚蠢是打败自己的谋略”。
托提拉派出一波又一波的骑兵攻击罗马中军。但是后者冒着东罗马军队的箭雨前进，还没冲到东罗马阵前就已经溃不成军。相反，哥特人的步兵畏畏缩缩，甚至没有推进到能够有效投入战斗的地步。由于哥特人害怕纳尔塞斯部署在山丘上的骑兵能包抄其侧翼，所以他们一直将步兵留在后方。最后，托提拉的骑兵被击败了，后退时又压向了身后的友军步兵。此时，纳尔塞斯命令预备队里的东罗马骑兵大举出击。哥特人的骑兵强行冲过己方的步兵阵线仓皇逃命，而后者也一并开始溃逃。东哥特人的撤退迅速演变成一场全面的溃退。

## 後續戰役

### 挺进罗马
在塔吉纳战役之后，纳尔塞斯进军罗马，并进行了一场短暂的围城战。纳尔塞斯在城市一侧率领大批弓箭手进攻，而约翰则强攻城墙的另一部分，最后击败了守军收复了罗马城。此后，纳尔塞斯以罗马城为基地着手准备将东哥特的残兵败将彻底逐出意大利。纳尔塞斯的下一步军事行动是夺取在庫邁的托提拉的宝库。普罗科匹厄斯和阿加西亚斯都记载了库迈要塞的坚固程度。前者称此要塞“异常坚固”，而后者则称其“布防完善”。
纳尔塞斯不仅将一支规模可观的偏师派往坎帕尼亞以夺取库迈要塞，也广泛地派出小分队追击托提拉之子和哥特人的新王德亚。后者参考了纳尔塞斯在兵力不足时挺进意大利所用的战略，避开东罗马大军兵峰，伺机而战。在接下来将近两个多月里，德亚和纳尔塞斯在进行了几场小规模战斗，之后撤退进意大利的茫茫大山中。哥特人残部最后躲上拉克塔里山（Mons Lactarius），在山上得不到任何补给，面临弹尽粮绝的困境。

### 拉克塔里山战役
553年10月的一天，哥特人突然结成密集的步兵方阵浩浩荡荡地冲下山，将东罗马的步兵部队打了个措手不及。哥特人集体下马步战的原因不明，但纳尔塞斯猝不及防，不得不徒步迎战哥特人。接下来的恶战持续了两天之久。普罗科匹厄斯记载了德亚的英勇。他在史书中介绍这场战役为“一次值得重点注意的战役”，并称德亚王的英勇程度“不输任何传奇英雄”。然而普罗科匹厄斯并没有亲历这场战斗，而是复述了他人的经历。
德亚身先士卒冲向纳尔塞斯。普罗科匹厄斯称每一次他的盾牌被扎满箭矢无法再用，他就会从侍从那里接过一面新盾牌继续作战。最后，当他的盾牌被一根长矛刺穿后，德亚在更换盾牌时受到了致命一击。得手的罗马士兵切下了德亚的头颅向哥特人展示他们的国王已经战死。然而，哥特人非但没有受到打击，反而士气大振，得以再战一天。第二天的战斗和前一天没有分别。哥特人没有使用任何战术，直接徒步冲锋。最后，哥特人派出几位将领和纳尔塞斯交涉，称只要罗马承诺哥特人能够安全离开意大利，他们就会投降。纳尔塞斯听取了约翰的建议，接受了这些条件。哥特人投降了。

### 抵御法兰克人
东哥特王国败亡之后，法兰克人在罗萨（Leutharis）和布西林（Buccilinus）兄弟带领下大举侵入东罗马帝国新近收复的土地。教宗名錄记载“他们（法兰克人）蹂躏了意大利半岛。但在天主的帮助下他们被纳尔赛斯消灭了。全意大利为之欢腾“。在接下来两年内，纳尔塞斯扫荡了意大利乡间，重建东罗马帝国的统治基础，并围攻敢于反抗东罗马统治的城镇。但随着越来越多法兰克人跨越阿尔卑斯山，如潮水般涌入意大利，纳尔塞斯回到罗马城重整部队，并在来年开春时率军向法兰克人出击。两兄弟率领的法兰克人兵分两路进军，一路上不停烧杀掳掠。
在沃尔图努斯河（554年，Battle of Volturnus）战役里，纳尔塞斯将专业重装步兵而非下马步战的骑兵部署在中军。这些罗马选锋步兵（Ante-Signani）从头到脚披覆着厚重的锁子甲，是百里挑一的精锐部队。同时，他将训练有素，装备精良的骑兵部署在两翼。按照阿加西亚斯（Agathias）记载，纳尔塞斯的对手法兰克人则是”装备简陋，缺少骑兵。他们习惯在左腿上佩剑，而他们的主要武器则是飞斧和带勾的标枪。”
战斗开始后，法兰克人猛攻纳尔塞斯的中军并一度将其逼退。然而东罗马中军获得了赫鲁利人的增援，因此迟滞了法兰克人的攻击。此时，纳尔塞斯命令两翼的骑兵开始向中央机动但不与法兰克人接战。相反，纳尔塞斯命令他的骑兵向着赤膊上阵的法兰克人万箭齐发。最终，法兰克人密集的阵型在箭雨下崩溃了。纳尔塞斯随即下令发动总攻，一举击穿了法兰克人的阵型。罗马人得以像割麦子般轻松收割法兰克残兵。阿加西亚斯称当天只有五个法兰克人侥幸逃出生天。纳尔塞斯的三次大捷都可以归功于他对兵种联合作战的娴熟掌握。骑兵和弓弩手相结合使纳尔塞斯能扰乱敌阵或者趁火打劫。随后，纳尔塞斯在554年秋回到罗马，并有可能获得凯旋式接待。然而，当时的主要史官阿加西亚斯对纳尔塞斯班师的过程并无着墨，所以纳尔塞斯有无享受凯旋待遇依然存疑。

## 晚年
納爾塞斯生命的最後幾年頗為神秘。根據一些相關事件，有的歷史學家認為納爾塞斯死於567年。其他的則斷言他死於574年。如果是後者是真實的且他出生於478年，那麼他逝世時已經高達95歲。

## 評價
史學家常常將納爾塞斯跟貝利撒留拿來比較，在許多方面，他們兩個幾乎是完全相反的人：納爾塞斯矮小又枯乾，貝利撒留則健壯又英俊；納爾塞斯成為統帥時已經73歲了，而貝利撒留才剛滿20歲；納爾塞斯貪財又大手筆，周邊蠻族國家都稱他慷慨大方，貝利撒留則受民心愛戴，英勇又仁慈；納爾塞斯總是在局外觀察，讓自己身處優勢，而貝利撒留則擅長隨機應變；納爾塞斯喜歡指揮規模龐大的僱傭兵軍隊，貝利撒留則時常與他親自招募的士兵作戰，以寡敵眾；納爾塞斯深受皇帝寵愛，貝利撒留則被百般刁難。納爾塞斯和貝利撒留唯一不可否認的共同點，就是他們兩位都是極為傑出的軍事將領。

## 延伸阅读
- Brodka, Dariusz: Narses. Politik, Krieg und Historiographie im 6. Jahrhundert n. Chr. Berlin: Peter Lang, 2018.
- Browning, Robert: Justinian and Theodora. London: Thames & Hudson, rev. ed. 1987.
- Bury, John B.: History of the Later Roman Empire. From the Death of Theodosius I to the Death of Justinian. Vol. II. London: Macmillan Press, 1958.
- Cameron, Averil: The Mediterranean World in Late Antiquity: AD 395–700. London: Routledge, 2011.
- Croke, Brian: "Jordanes and the Immediate Past." Historia: Zeitschrift für Alte Geschichte. Vol. 54 (2005), 473–494.
- Dunlap, James E.: The Office of the Grand Chamberlain in the Later Roman and Byzantine Empires. London: Macmillan Press, 1924.
- Fauber, Lawrence: Narses: Hammer of the Goths. New York: St. Martin's Press, 1990.[來源可靠？]
- Greatrex, Geoffrey: "The Nika Riot: A Reappraisal." The Journal of Hellenic Studies. Vol. 117 (1997), 60–86.
- Hodgkin, Thomas. . Chisholm, Hugh  (编).  19 (第11版). London: Cambridge University Press: 241–242. 1911.
- Kaldellis, Anthony. . Harvard University Press. 2019. ISBN 9780674986510.
- Rance, Philip: "Narses and the Battle of Taginae (Busta Gallorum) 552: Procopius and Sixth-Century Warfare." Historia: Zeitschrift für Alte Geschichte. Vol. 54 (2005), 424–472.
- Teall, John L.: "The Barbarians in Justinian's Armies." Speculum. Vol. 40 (1965), 294–322.
- Stewart, Michael Edward: "The Andreios Eunuch-Commander Narses: Sign of a Decoupling of Martial Virtues and Hegemonic Masculinity in the early Byzantine Empire?" Cerae 2 (2015), 1–25.
- Stewart, Michael Edward: "Breaking Down Barriers: Eunuchs in Italy, 400–625." In: Byzantine Culture in Translation, edited by Amelia Brown and Bronwen Neil. Brill: Leiden, 2017, 33–54.